# Chief Thundercloud
Chief Thundercloud, né Victor Daniels le 12 avril 1899 à Muskogee (États-Unis) et mort le 1er décembre 1955 à Ventura (Californie), est un acteur américain.

## Filmographie
- 1935 : Rustlers of Red Dog : Chef Grey Wolf
- 1935 : Cyclone of the Saddle (en) d'Elmer Clifton : Thundercloud
- 1935 : Wagon Trail (en) : Henchman
- 1935 : Gun Smoke (en) : Sheep herder
- 1935 : Fighting Pioneers (en) : Eagle
- 1935 : Saddle Aces (en) : Jose
- 1935 : La Jolie Batelière (The Farmer Takes a Wife) : Chef
- 1935 : The Singing Vagabond (en) de Carl Pierson : Young Deer
- 1936 : Les Vengeurs de Buffalo Bill (en) (Custer's Last Stand) d'Elmer Clifton : Young Wolf
- 1936 : Silly Billies
- 1936 : For the Service (en) : Indian Brave
- 1936 : Ramona : Pablo
- 1936 : Ride Ranger Ride (en) de Joseph Kane : Little Wolf
- 1936 : Une aventure de Buffalo Bill (The Plainsman) : Indian #5 with Painted Horse
- 1936 : The Bold Caballero : Zorro's aide
- 1937 : Riders of the Whistling Skull (en) : Cult chieftain
- 1937 : Wild West Days (en) : Indian
- 1937 : Dans les mailles du filet (Renfrew of the Royal Mounted) de Albert Herman : Henchman Pierre
- 1938 : The Lone Ranger : Tonto
- 1938 : The Great Adventures of Wild Bill Hickok (en) : Chief Gray Eagle [Chs. 3, 14]
- 1938 : Flaming Frontiers (en) : Thunder Cloud (Chs. 6-11, 14-15)
- 1938 : The Law West of Tombstone (en) : Chief Little Dog
- 1939 : The Lone Ranger Rides Again de William Witney et John English : Tonto
- 1939 : Union Pacific : Indian
- 1939 : Man of Conquest : Indian
- 1939 : Fighting Mad (en) : Wolf
- 1939 : Le Mystère de la maison Norman (The Cat and the Canary) : Indian guide
- 1939 : Geronimo le peau rouge (en) (Geronimo) : Geronimo
- 1940 : Murder on the Yukon (en) : Monti
- 1940 : Hi-Yo Silver (en) : Tonto
- 1940 : Young Buffalo Bill (en) : Akuna
- 1940 : Typhon (Typhoon) : Kehi
- 1940 : Wyoming : Lightfoot
- 1940 : Les Tuniques écarlates (North West Mounted Police) : Wandering Spirit
- 1941 : Les Trappeurs de l'Hudson (Hudson's Bay) d'Irving Pichel : Orimha
- 1941 : Les Pionniers de la Western Union (Western Union) : Indian leader
- 1941 : Pirates on Horseback (en) : Flying Cloud
- 1941 : Silver Stallion (en) : Freshwater Jackson
- 1942 : Ferme ta grande gueule! (en) (Shut My Big Mouth) de Charles Barton : Indian interpreter
- 1942 : Mon amie Sally (My Gal Sal) : Murphy
- 1942 : King of the Stallions (en) : Ha-Ha-Wi
- 1942 : Overland Mail (en) de Ford Beebe et John Rawlins : Chief Many Moons [Ch. 13]
- 1942 : The Valley of Vanishing Men (en) de Spencer Gordon Bennet : Chief Tall Tree [Chs.9-10]
- 1943 : Daredevils of the West (en) : Indian chief
- 1943 : The Law Rides Again (en) : Thundercloud
- 1944 : Alerte aux marines (The Fighting Seabees) : Indian Seabee
- 1944 : Buffalo Bill : Crazy Horse
- 1944 : Outlaw Trail : Thunder Cloud
- 1944 : Sonora Stagecoach (en) : Chief Thundercloud
- 1944 : Raiders of Ghost City (en) : Chief Tahona [Chs. 11-12]
- 1944 : Black Arrow (en) : Tribal Medicine Man
- 1945 : Nob Hill : Indian Chief
- 1946 : The Phantom Rider (en) : Chief Yellow Wolf
- 1946 : Romance of the West (en) : Chief Eage Feather
- 1946 : La Ville des sans-loi (Badman's Territory) : Chief Tahlequah
- 1946 : Renegade Girl (en) de William Berke : Chief White Cloud
- 1947 : Les Conquérants d'un nouveau monde (Unconquered) : Chief Killbuck
- 1947 : The Prairie (en) : Eagle Feather
- 1947 : The Senator Was Indiscreet (en) : Indian
- 1948 : Blazing Across the Pecos (it) de Ray Nazarro : Chief Bear Claw
- 1949 : Embuscade (Ambush) : Tana
- 1949 : Call of the Forest (en) : Storm Cloud
- 1950 : The Traveling Saleswoman (en) : Running Deer
- 1950 : Davy Crockett, Indian Scout (en) : Sleeping Fox
- 1950 : Le Petit Train du Far West (A Ticket to Tomahawk) : Crooked Knife
- 1950 : Colt .45 : Walking Bear
- 1950 : I Killed Geronimo (en) : Geronimo
- 1950 : Indian Territory (en) : Indian
- 1951 : La Bagarre de Santa Fe (Santa Fe) : Indian Chief
- 1952 : Buffalo Bill in Tomahawk Territory (en) : Black Hawk
- 1952 : La Peur du scalp (The Half-Breed) : Apache
- 1956 : La Prisonnière du désert (The Searchers) : Comanche chief